# Annie Vial
Pour les articles homonymes, voir Vial.
Annie Vial est une judokate française.

## Biographie
Annie Vial remporte en 1978 la médaille d'or des Championnats de France ainsi que la médaille d'argent des Championnats d'Europe dans la catégorie des moins de 48 kg. Elle est troisième des Championnats de France en 1980, dans la même catégorie.